# Polystichum munitum
El helecho de espada occidental (Polystichum munitum (Kaulf.) C.Presl ) es una planta de la familia   Dryopteridaceae.

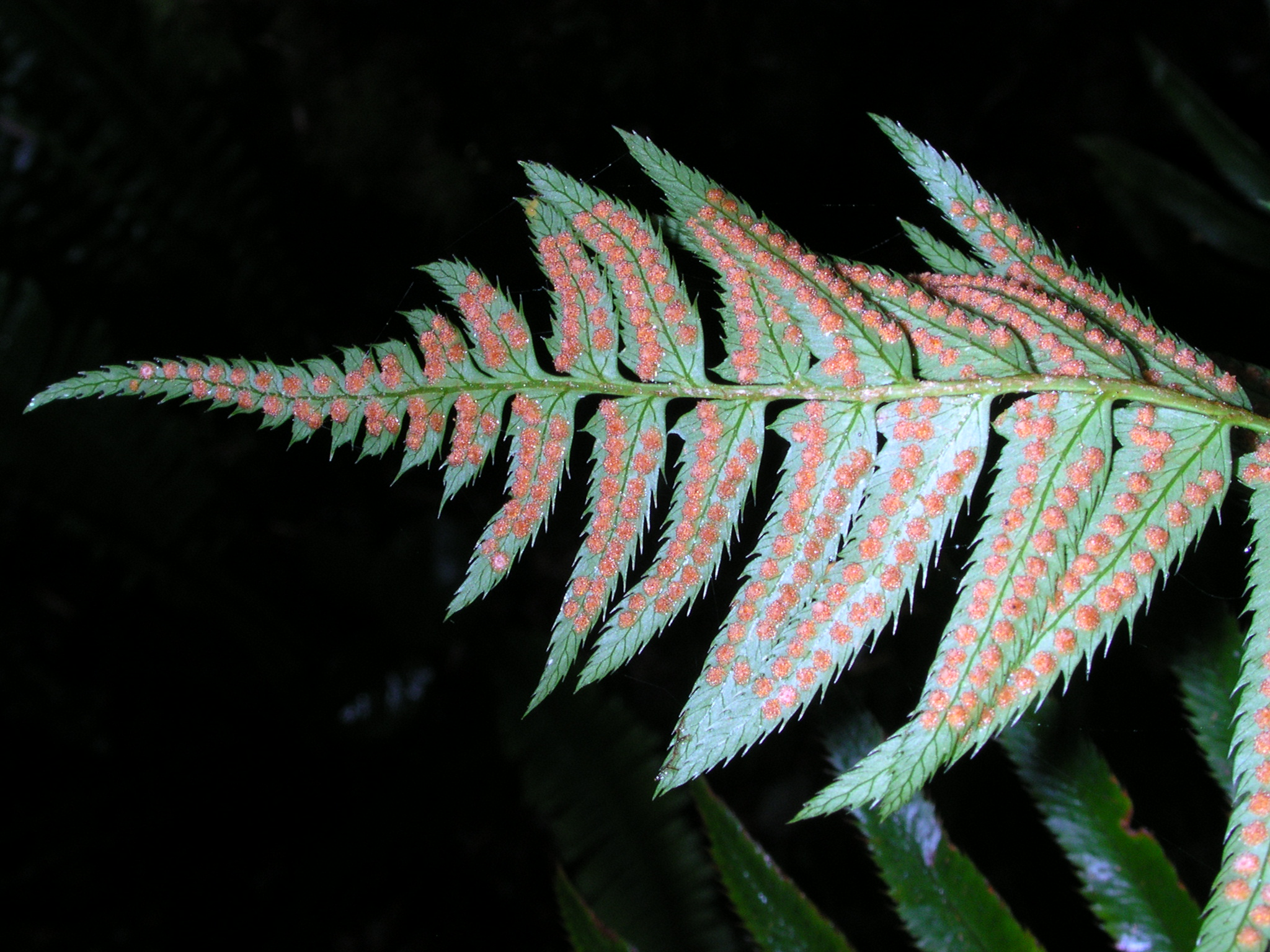
Soros

## Descripción
Parecida a Polystichum acrostichoides (Michx.) Schott  pero mucho más alta, las frondes de 1-1,5 m de esta especie son dimorfas: las frondes fértiles se yerguen erectas en la extremidad exterior de las frondes estériles. Nativa de los bosques húmedos de coníferas de la América del Norte costera, es muy adecuada para lugares húmedos, frescos y umbrosos en el jardín, en suelo rico en humus.

## Taxonomía
Polystichum munitum fue descrita por (Kaulf.) C.Presl  y publicado en Tentamen Pteridographiae 83. 1836.
Sinonimia
- Aspidium munitum Kaulf.
- Aspidium munitum var. incisoserratum D.C. Eaton
- Polystichum solitarium (Maxon) Underw. ex Maxon[2]